# Louis Roy
Pour les articles homonymes, voir Louis Roy (homonymie) et Roy.
Louis Roy (né en 1953 à Parent au Québec) est un syndicaliste québécois. Il est le président de la Confédération des syndicats nationaux (CSN) de mai 2011 à septembre 2012. 
Membre du conseil d'administration de Leucan, il faisait partie du syndicat CSN du CSSS Hochelaga-Maisonneuve.

## Biographie
Louis Roy naît en 1953 à Parent (Québec). Au cours de l'année, son père est muté à Jonquière. Louis Roy y passe les vingt années suivantes, puis part faire des études en organisation communautaire à l’Université de Sherbrooke. Après l'obtention de son diplôme, il déménage à Montréal. En 1975, il est recruté comme travailleur social au Centre de santé et de services sociaux d'Hochelaga-Maisonneuve.
De 1994 à 2002, il est président de la Fédération de la santé et des services sociaux, l'une des huit fédérations de la CSN. De 2002 à 2011, il occupe le poste de premier vice-président à l'exécutif de la CSN. Il est responsable à la négociation pour les services publics et parapublics.
En mai 2011, il remplace Claudette Carbonneau et devient président de la CSN lors du 63e congrès.

## Militantisme
Il collabore au journal Alternatives, où il a notamment fait la promotion du deuxième Forum social québécois et dénoncé l'adoption de la Loi concernant les conditions de travail dans le secteur public adoptée par le Gouvernement du Québec en décembre 2005.
Au nom de la CSN, il dénonce depuis plusieurs années les partenariats public-privé (PPP), entre autres pour la construction et la rénovation des centres hospitalier universitaires.
En octobre 2009, il représente la CSN lors de la tournée d'un front commun intersyndical formé de la CSN, de la Fédération des travailleurs du Québec (FTQ) et du Secrétariat intersyndical des services publics (SISP).